# 덕산동 (창원시)
덕산동(德山洞)은 대한민국 경상남도 창원시 진해구의 행정동이다.

## 개요
덕산동은 《호구총수》에 덕산리라는 이름으로 등장한다. 당시 웅천현 중면에 속해 있었다. 1914년 행정구역개편 때 신덕리와 풍호리 일부를 통합하였다. 신덕리는 《구한국지방행정구역명칭일람》에 등장한다. 당시 창원부 웅중면에 속해 있었다. “德”은 “得”과 통자되는데 “得”의 훈은 ‘싣다’이고 ‘싣다’의 변칙어간은 ‘실’이다. 덕’의 ‘훈’역시 ‘싣다’로 통용되었기 때문에 그와 같이 차지되었을 것이다. 그리고 ‘山’은 ‘뫼’를 표기하기 위한 차지일 것으로 생각된다. ‘山’의 훈이 ‘뫼’이기 때문에 그와 같이 차지되었을 것이다. 그러므로 덕산이라는 이 동리와 짝이 되는 지명으로 ‘동쪽에 있는 산 부근에 형성된 마을’을 뜻하겠다. 한편 《진해 땅이름》을 보면 ‘덕산’은 그 곳 사람들이 ‘독메’라고 부르던 산 이름을 자음이 유사한 한자를 취하여 ‘德山’으로 표기한 것이라고 한다. 그러나 ‘독메’에서 ‘德山’이라는 표기가 나왔다기보다는 ‘德山’에서 ‘독메’라는 산이름이 나왔다고 보는 설과 ‘德山’이 ‘독메’가 되었으리고 추정하는 학자가 있다. 우리나라의 땅이름은 처음부터 한자말이 된 경우도 있으나 ‘덕산’의 경우는 주민들이 ‘독메’라는 말을 마을 이름으로 쓰고 ‘덕산’이란 말을 쓰지 않고 있었다. ‘독메’가 ‘야산’을 가리키는 말인줄 모르는 사람도 있을 정도였다. ‘德山’이란 ‘독메’를 차자 표기한 이름으로 보는 것이다.

## 연혁
- 1789년 조선 정조 13년 “호구총수”에 덕산리 지명 등장 ※ 호구총수 : 조선시대 호구통계 기록
- 1890년대 구한말 지방행정구역 명칭 일람에서 “신덕리”마을 이름 등장
- 1914년 행정구역 개편시 신덕리와 풍호리 일부 통합 일제시대 해군항공창 군인 관사지역으로 도심 발달
- 1955년 진해시 승격으로 “덕산동” 명명
- 1998년 행정구역 개편 : 진해시 덕산동, 덕산동, 자은동, 풍호동 일부 통폐합
- 2010년 7월 1일 : 창원시 진해구 덕산동(3개시 통합으로 인한 명칭변경)

## 법정동
- 덕산동
- 자은동
- 풍호동

## 교육
- 덕산초등학교
- 동진중학교
- 동진여자중학교